# Курлек (Томская область)
Курле́к — село в Томском районе Томской области. Входит в Калтайское сельское поселение.

## География
Село находится в 30 км от Томска, в 8 км от центра поселения села Калтай, на левом берегу Томи, рядом с селом проходит автодорога M53.

## Население
| 2002  | 2008  | 2009  | 2010  | 2011  | 2012  | 2013  | 2014  | 2015  |
| ----- | ----- | ----- | ----- | ----- | ----- | ----- | ----- | ----- |
| 1339  | ↗1357 | ↗1388 | ↘1382 | ↗1385 | ↗1409 | ↗1451 | ↗1461 | ↘1450 |
| 2021  |       |       |       |       |       |       |       |       |
| ↗1572 |       |       |       |       |       |       |       |       |

## Улицы и застройка
МикрорайоныКедровый, Северный, Солнечный, Центральный.
УлицыБереговая, Берёзовая, Больничная, Весёлая, 1-я Гаражная, 2-я Гаражная, 3-я Гаражная, Заболотная, Заводская, Зелёная, Кедровая, Космонавтов, Лесная, Молодёжная, Новая, 1-я Овражная, 2-я Овражная, Овражная, Рабочая, Северная, Сибирская, Сплавная, Спортивная, Стадионная, Таёжная, Трактовая, Черёмуховая.
ПереулкиСпортивный, Стадионный, Тихий.

## Экономика
- ОГУ «Калтайский опытный лесхоз»;
- ОАО «Курлекский ЛПК»;
- Курлекский ветеринарный участок;
- МБОУ «Курлекская средняя общеобразовательная школа[8]»;
- МДОУ «Детский сад с. Курлек»;
- МУ Томская ЦРБ, ОВП с. Курлек;
- почтовое отделение связи с. Курлек;
- СП ТФ ОАО «Сибирьтелеком», АТС с. Курлек;
- ФГУ «Авиалесоохрана» филиал Томской авиабазы, Курлекский мехотряд;
- ИП Тимофеев Ю. Н. (ЖКХ с. Курлек);
- ИП Лихачёв В. Н. (отопление школы).
- Курлекский лесоперерабатывающий комбинат.

## Известные жители
- Иванов Михаил Михайлович (1919—1993) — Герой Социалистического Труда
- Полянский Владимир Сергеевич (1985 г.р.) — Заслуженный мастер спорта по гиревому спорту, шестикратный чемпион России, шестикратный чемпион Европы, четырёхкратный чемпион мира